# Val-de-Reuil
Val-de-Reuil är en kommun i departementet Eure i regionen Normandie i norra Frankrike. Kommunen ligger i kantonen Val-de-Reuil som tillhör arrondissementet Les Andelys. År 2022 hade Val-de-Reuil 12 939 invånare.

## Befolkningsutveckling
Antalet invånare i kommunen Val-de-Reuil
Referens:INSEE